# Junte militaire de l'Équateur (1963-1966)
Dictature militaire
Carlos Julio Arosemena Monroy Clemente Yerovi
La junte militaire de l'Équateur (1963-66), (en espagnol : Junta Militar del 63) est un régime ayant gouverné l'Équateur de 1963 à 1966. Ses membres étaient l'amiral Ramón Castro Jijón, le général Marcos Gándara Enríquez, le général Luis Cabrera Sevilla et le général Guillermo Freire Posso.
La junte militaire a déposé le président Carlos Julio Arosemena Monroy en raison de son soutien à la politique de Fidel Castro à Cuba, ce qui l'a mis en conflit avec le Congrès national et les forces armées. La junte s'est par la suite distinguée par ses positions hostiles à la révolution cubaine sur la scène internationale. La junte, composée, à l'origine, de quatre officiers, a été saluée pour les importantes réformes qu'elle a mises en œuvre, mais elle a également été critiquée pour son autoritarisme et la grande répression qu'elle a imposé.
La Junte a été critiquée pour la forte répression anticommuniste et l'interdiction du Parti Communiste Equatorien (PCE). Une crise économique provoque la chute de la popularité du gouvernement, ce qui fit que les Forces Armées recherchèrent une solution pour transmettre le pouvoir à un gouvernement civil. Une Junte de Notables fut formée, constituée des ex-présidents Galo Plaza Lasso et Camilo Ponce Enríquez, qui décida de transmettre le pouvoir à l'économiste Clemente Yerovi Indaburu.
Le 29 mars 1966, les trois membres de la Junte militaire présentèrent leur démission au Haut Commandement Militaire, transmettant la direction du pays au général Telmo Vargas, jusqu'à la prise de pouvoir de Clemente Yerovi Indaburu le lendemain, comme président par intérim.